# Sportsklubben Brann 1993
Questa pagina raccoglie i dati riguardanti lo Sportsklubben Brann nelle competizioni ufficiali della stagione 1993.

## Stagione
Il Brann chiuse il campionato al settimo posto finale. L'avventura in Coppa di Norvegia si chiuse in semifinale, a causa dell'eliminazione per mano del Bodø/Glimt. I calciatori più utilizzati furono Thor André Olsen, Tore Pedersen e Ole Erik Stavrum, tutti con 29 presenze (22 in campionato, 7 nella Coppa di Norvegia). Il miglior marcatore fu Trond Egil Soltvedt, con 18 reti (di cui 16 in campionato).

## Rosa
| N. |                     | Ruolo | Calciatore           |
| -- | ------------------- | ----- | -------------------- |
|    | Norvegia (bandiera) | P     | Thor André Olsen     |
|    | Norvegia (bandiera) | D     | Geirmund Brendesæter |
|    | Norvegia (bandiera) | D     | Ken Hasle            |
|    | Norvegia (bandiera) | D     | Erik Johannessen     |
|    | Norvegia (bandiera) | D     | Claus Lundekvam      |
|    | Norvegia (bandiera) | D     | Tore Pedersen        |
|    | Norvegia (bandiera) | D     | Ole Erik Stavrum     |
|    | Norvegia (bandiera) | D     | Roy Wassberg         |
|    | Norvegia (bandiera) | C     | Lars Bakkerud        |
|    | Svezia (bandiera)   | C     | Patrik Hansson       |

| N. |                        | Ruolo | Calciatore          |
| -- | ---------------------- | ----- | ------------------- |
|    | Norvegia (bandiera)    | C     | Roger Helland       |
|    | Svezia (bandiera)      | C     | Magnus Johansson    |
|    | Norvegia (bandiera)    | C     | Trond Nordeide      |
|    | Norvegia (bandiera)    | C     | Gunnar Norebø       |
|    | Norvegia (bandiera)    | C     | Trond Egil Soltvedt |
|    | Svezia (bandiera)      | A     | Kaj Eskelinen       |
|    | Norvegia (bandiera)    | A     | Sten Glenn Håberg   |
|    | Inghilterra (bandiera) | A     | Trevor Morley       |
|    | Norvegia (bandiera)    | A     | Arild Stavrum       |

## Calciomercato

### Sessione invernale
| Acquisti | Acquisti         | Acquisti        | Acquisti   |
| R.       | Nome             | da              | Modalità   |
| -------- | ---------------- | --------------- | ---------- |
| D        | Tore Pedersen    | IFK Göteborg    | definitivo |
| C        | Magnus Johansson | Västra Frölunda | definitivo |
| C        | Trond Nordeide   | Strømsgodset    | definitivo |
| A        | Kaj Eskelinen    | IFK Göteborg    | definitivo |

| Cessioni | Cessioni              | Cessioni     | Cessioni   |
| R.       | Nome                  | a            | Modalità   |
| -------- | --------------------- | ------------ | ---------- |
| P        | Per Andreas Haftorsen | Forward      | definitivo |
| D        | Joachim Björklund     | IFK Göteborg | definitivo |
| D        | Anders Giske          |              | ritiro     |
| D        | Tommy Kolseth         |              | svincolato |
| D        | Rune Vindheim         | Sogndal      | definitivo |
| C        | Per Egil Ahlsen       | Fredrikstad  | definitivo |
| C        | Tore Hadler-Olsen     | Fyllingen    | definitivo |
| C        | Per Hilmar Nybø       |              | svincolato |
| A        | Marek Filipczak       |              | ritiro     |
| A        | Göran Holter          | Linköping    | definitivo |
| A        | Kjell Mjøs            |              | svincolato |

### Sessione estiva
| Acquisti | Acquisti      | Acquisti     | Acquisti |
| R.       | Nome          | da           | Modalità |
| -------- | ------------- | ------------ | -------- |
| A        | Trevor Morley | West Ham Utd | prestito |

| Cessioni | Cessioni       | Cessioni     | Cessioni      |
| R.       | Nome           | a            | Modalità      |
| -------- | -------------- | ------------ | ------------- |
| C        | Patrik Hansson | Sogndal      | prestito      |
| A        | Trevor Morley  | West Ham Utd | fine prestito |

## Risultati

### Eliteserien

#### Girone di andata
| Arbitro: | Halle |

|                  |           |              |
| Soltvedt 1’, 20’ | Marcatori | 57’ Skogheim |

| Trondheim 8 maggio 1993, ore 16:00 2ª giornata                                            | Rosenborg | 0 – 4 [http://www.fotball.no/System-pages/Kampfakta/?matchId=3464464 referto] | Brann | Lerkendal Stadion (7.083 spett.) |
| \| \| \| \| \| \| Marcatori \| 20’ Eskelinen 37’ Soltvedt 49’ Nordeide 59’ Brendesæter \| |           |                                                                               |       |                                  |
|                                                                                           |           |                                                                               |       |                                  |
|                                                                                           | Marcatori | 20’ Eskelinen 37’ Soltvedt 49’ Nordeide 59’ Brendesæter                       |       |                                  |

| Arbitro: | Pedersen |

|               |           |             |
| Eskelinen 39’ | Marcatori | 52’ Sundgot |

| Arbitro: | Thorp |

|                           |           |              |
| Karlsson 13’ Pedersen 80’ | Marcatori | 81’ Soltvedt |

| Arbitro: | Kvam |

|                          |           |            |
| Normark 44’ Staurvik 83’ | Marcatori | 66’ Morley |

| Bergen 17 giugno 1993, ore 19:00 6ª giornata | Brann  | 0 – 0 referto | Kongsvinger | Brann Stadion (8.767 spett.)\| Arbitro: \| Bondal \| |
| Arbitro:                                     | Bondal |               |             |                                                      |

| Arbitro: | Kjensli (Oslo) |

|                   |           |               |
| Soltvedt 74’, 90’ | Marcatori | 72’ Tønnessen |

| Arbitro: | Pedersen |

|                   |           |              |
| Berg Johansen 27’ | Marcatori | 11’ Soltvedt |

| Arbitro: | Singsaas |

|  |           |                            |
|  | Marcatori | 43’ Ulfstein 70’ Østenstad |

| Arbitro: | Singsaas |

|                                          |           |                              |
| Johansson 4’ Soltvedt 68’ A. Stavrum 82’ | Marcatori | 31’ Knudsen 60’ P. Ludvigsen |

| Arbitro: | Bondal |

|                                              |           |              |
| Kaasa 28’, 77’, 90’ Amundsen 48’ Johnsen 83’ | Marcatori | 25’ Soltvedt |

#### Girone di ritorno
| Arbitro: | Singsaas |

|                                    |           |  |
| Jenssen 54’ Belsvik 62’ Erstad 90’ | Marcatori |  |

| Bergen 1º agosto 1993, ore 18:00 13ª giornata         | Brann     | 0 – 2 referto       | Rosenborg | Brann Stadionn (11.221 spett.) |
| \| \| \| \| \| \| Marcatori \| 2’, 87’ Leonhardsen \| |           |                     |           |                                |
|                                                       |           |                     |           |                                |
|                                                       | Marcatori | 2’, 87’ Leonhardsen |           |                                |

| Arbitro: | Hollung |

|                 |           |  |
| Strand 28’, 80’ | Marcatori |  |

| Arbitro: | Larsgård |

|                             |           |            |
| Soltvedt 50’ A. Stavrum 52’ | Marcatori | 86’ Mjelde |

| Arbitro: | Kvam |

|             |           |                                   |
| ? ?’ (aut.) | Marcatori | 35’ Berg 46’ Staurvik 90’ Normark |

| Arbitro: | Øvrebø (Oslo) |

|  |           |                              |
|  | Marcatori | 25’ Brendesæter 84’ Soltvedt |

| Ålesund 5 settembre 1993, ore 18:00 18ª giornata | Start | 2 – 1 referto | Brann | Kråmyra Stadion (4.160 spett.)\| Arbitro: \| Halle \| |
| Arbitro:                                         | Halle |               |       |                                                       |

| Arbitro: | Kjensli (Oslo) |

|                |           |              |
| A. Stavrum 12’ | Marcatori | 60’ Espejord |

| Arbitro: | Kjensli (Oslo) |

|              |           |  |
| Pedersen 47’ | Marcatori |  |

| Arbitro: | Kvam |

|             |           |                                                |
| Knudsen 54’ | Marcatori | 39’, 50’, 87’ Soltvedt 45’, 69’, 74’ Eskelinen |

| Arbitro: | Larsgård |

|                                |           |                                                                         |
| Eskelinen 6’ Soltvedt 87’, 90’ | Marcatori | 12’, 82’ A. Michelsen 35’ Johnsen 51’, 56’ Kaasa 73’ Kolle 76’ Amundsen |

### Coppa di Norvegia
|  | Voss | 0 – 1 | Brann |  |

|  | Os | 1 – 3 | Brann |  |

|  | Brann | 2 – 0 | Åndalsnes |  |

|  | Viking | 2 – 2 (d.t.s.) | Brann |  |

|  | Brann | 1 – 0 | Viking |  |

|  | Brann | 2 – 0 | Molde |  |

|  | Brann | 2 – 4 | Bodø/Glimt |  |

## Statistiche

### Statistiche di squadra
| Competizione      | Punti | In casa | In casa | In casa | In casa | In casa | In casa | In trasferta | In trasferta | In trasferta | In trasferta | In trasferta | In trasferta | Totale | Totale | Totale | Totale | Totale | Totale | DR |
| Competizione      | Punti | G       | V       | N       | P       | Gf      | Gs      | G            | V            | N            | P            | Gf           | Gs           | G      | V      | N      | P      | Gf     | Gs     | DR |
| ----------------- | ----- | ------- | ------- | ------- | ------- | ------- | ------- | ------------ | ------------ | ------------ | ------------ | ------------ | ------------ | ------ | ------ | ------ | ------ | ------ | ------ | -- |
| Eliteserien       | 26    | 11      | 4       | 3       | 4       | 15      | 21      | 11           | 3            | 2            | 6            | 16           | 17           | 22     | 7      | 5      | 10     | 31     | 38     | -7 |
| Coppa di Norvegia | -     | 4       | 3       | 0       | 1       | 7       | 4       | 3            | 2            | 1            | 0            | 6            | 3            | 7      | 5      | 1      | 1      | 13     | 7      | +6 |
| Totale            | -     | 15      | 7       | 3       | 5       | 22      | 25      | 14           | 5            | 3            | 6            | 22           | 20           | 25     | 9      | 5      | 11     | 37     | 41     | -4 |

### Statistiche dei giocatori
| Giocatore      | Eliteserien | Eliteserien | Coppa di Norvegia | Coppa di Norvegia | Totale   | Totale |
| Giocatore      | Presenze    | Reti        | Presenze          | Reti              | Presenze | Reti   |
| -------------- | ----------- | ----------- | ----------------- | ----------------- | -------- | ------ |
| L. Bakkerud    | 16          | 0           | 6                 | 0                 | 22       | 0      |
| G. Brendesæter | 21          | 2           | 7                 | 0                 | 28       | 2      |
| K. Eskelinen   | 16          | 6           | 4                 | 1                 | 20       | 7      |
| S. Håberg      | 11          | 0           | 4                 | 1                 | 15       | 1      |
| K. Hasle       | 19          | 0           | 5                 | 0                 | 24       | 0      |
| P. Hansson     | 5           | 0           | 1                 | 0                 | 6        | 0      |
| R. Helland     | 13          | 0           | 5                 | 0                 | 18       | 0      |
| E. Johannessen | 0           | 0           | 0                 | 0                 | 0        | 0      |
| M. Johansson   | 21          | 1           | 6                 | 0                 | 27       | 1      |
| C. Lundekvam   | 3           | 0           | 0                 | 0                 | 3        | 0      |
| T. Morley      | 6           | 1           | 2                 | 2                 | 8        | 3      |
| T. Nordeide    | 16          | 1           | 6                 | 1                 | 22       | 2      |
| G. Norebø      | 9           | 0           | 2                 | 0                 | 11       | 0      |
| T. Olsen       | 22          | 0           | 7                 | 0                 | 29       | 0      |
| T. Pedersen    | 22          | 0           | 7                 | 0                 | 29       | 0      |
| T. Soltvedt    | 21          | 16          | 7                 | 2                 | 28       | 18     |
| A. Stavrum     | 20          | 3           | 6                 | 4                 | 26       | 7      |
| O. Stavrum     | 22          | 0           | 7                 | 1                 | 29       | 1      |
| R. Wassberg    | 11          | 0           | 5                 | 0                 | 16       | 0      |